# الإسلام والمندائية
يؤمن المسلمون بأن دين الصابئة إبراهيمي وفقًا لما جاء في القرآن: ﴿إِنَّ الَّذِينَ آمَنُوا وَالَّذِينَ هَادُوا وَالنَّصَارَى وَالصَّابِئِينَ مَنْ آمَنَ بِاللَّهِ وَالْيَوْمِ الْآخِرِ وَعَمِلَ صَالِحًا فَلَهُمْ أَجْرُهُمْ عِنْدَ رَبِّهِمْ وَلَا خَوْفٌ عَلَيْهِمْ وَلَا هُمْ يَحْزَنُونَ ۝٦٢﴾، حيث ذُكرت الصابئة ضمن سياق الأديان الإبراهيمية الأخرى، واختلف المُفسرون في المقصود من كلمة "الصَّابِئِينَ"، قال بعضهم أنهم «الذين لم تبلغهم دعوة نبي»، وقيل: «قوم يشبه دينهم دين النصارى»، وقيل: «قوم بين المجوس واليهود والنصارى»، ويعتبرهم بعض الفقهاء من أهل الكتاب ويأخذون أحكامهم.